# Catalogue Ryom

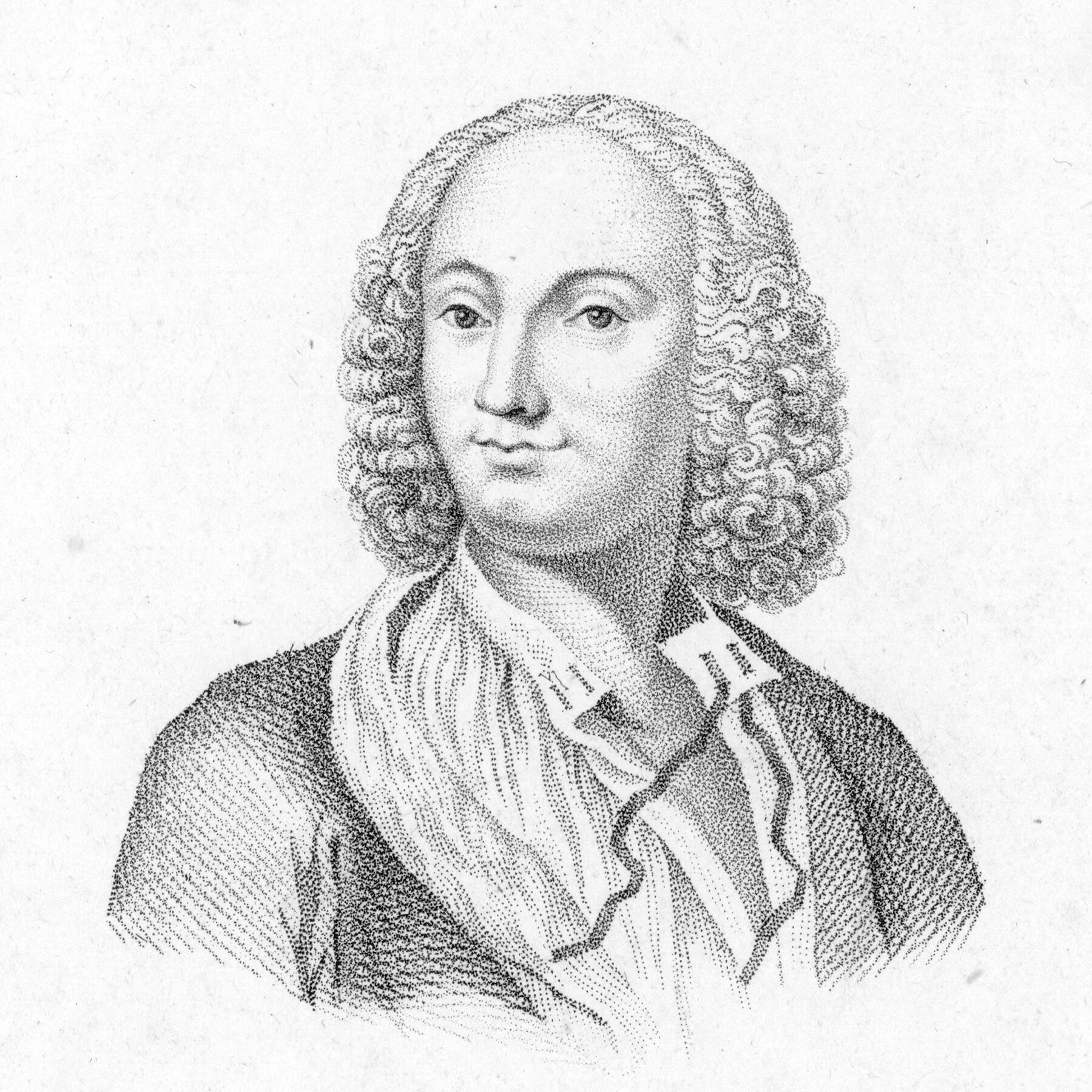
Antonio Vivaldi

Le catalogue Ryom est le catalogue le plus récent et le plus complet de l'œuvre d'Antonio Vivaldi (1678-1741). Il a été établi par le musicologue danois Peter Ryom et publié en 1973. C'est ce catalogue qui est systématiquement utilisé par les éditeurs de partition et l'industrie du disque. À chaque œuvre de Vivaldi on associe un numéro précédé de RV ou R.

## Catalogue Ryom
Tableau détaillé des œuvres de Vivaldi (Classement Ryom)

## Système de classification du Catalogue Ryom (Classe)
Peter Ryom a conçu son catalogue en mai 1971 afin de classer les quelque 750 œuvres connues à l'époque.
Il leur a dans un premier temps, attribué une Classe (colonne CRV) composée dans l'ordre : de la catégorie musicale, de l'instrumentation, de la tonalité et d'un numéro basé sur les mesures ou la structure musicale. Ce dernier numéro s'incrémente à chaque découverte de nouvelle œuvre du compositeur. Dans un second temps, il leur a donné selon le classement obtenu, un numéro RV allant de 1 à 750.
Exemple : la première œuvre de la première Classe Aa1/1 (un instrument et basse continue (A) + Violon (A) + do majeur (1) / No.1 (1)) correspond à RV 1, puis Aa1/2 à RV 2, etc.
| Catégorie | Instrumentation | Tonalité |
| --- | --- | --- |
| A – Un instrument et basse continue B – Deux instruments et basse continue C – Plusieurs instruments et basse continue D – Orchestre sans soliste et basse continue E – Un instrument, orchestre et basse continue F – Deux instruments, orchestre et basse continue G – Plusieurs instruments, orchestre et basse continue H – Un ou plusieurs instruments, deux orchestres et basse continue I – Œuvres vocales sacrées - Messes J – Œuvres vocales sacrées - Psaumes K – Œuvres vocales sacrées - Magnificat L – Œuvres vocales sacrées - Antiphones et hymnes M – Œuvres vocales sacrées - Textes liturgiques N – Œuvres vocales sacrées - Introductions O – Œuvres vocales sacrées - Oratorios P – Œuvres vocales sacrées - Autres Q – Œuvres vocales séculières R – Cantates séculières T – Sérénades U – Musique de scène V – Fragments | a – Violon b – Viole d'amour c – Violoncelle d – Mandoline e – Flûte traversière f – Flûte à bec g – Piccolo h – Hautbois i – Basson j – Trompette k – Cor l – Musette, vielle, etc. m – Clavecin n – o – Plusieurs instruments différents p – Soliste vocal: Soprano q – Soliste vocal: Alto r – Soliste vocal: Ténor s – Soliste vocal: Basse | 1 – do majeur 2 – do mineur 3 – do# majeur 4 – do# mineur 5 – ré majeur 6 – ré mineur 7 – mi♭ majeur 8 – mi♭ mineur 9 – mi majeur 10 – mi mineur 11 – fa majeur 12 – fa mineur 13 – fa# majeur 14 – fa# mineur 15 – sol majeur 16 – sol mineur 17 – la♭ majeur 18 – sol# mineur 19 – la majeur 20 – la mineur 21 – si♭ majeur 22 – si♭ mineur 23 – si majeur 24 – si mineur |

## Mises à jour
- P. Ryom: Table de concordances des œuvres (RV) (Copenhagen, 1973)
- Verzeichnis der Werke Antonio Vivaldis (RV): kleine Ausgabe (Leipzig, 1974, 2/1979)
- Répertoire des œuvres d’Antonio Vivaldi: les compositions instrumentales (Copenhagen, 1986)
- 2nd ed., rev. F.M. Sardelli (Wiesbaden, 2017) [RV]

## Sources
- Site universitaire de Québec